# 第3集团军 (苏联)
第3軍团是一个二战时期的苏联红军軍团，在1939年成立于维帖布斯克方面军的白俄罗斯特别军区。

## 波兰战役
第3集团军于1939年9月前往白俄罗斯和波兰，这是自成立以来该集团军首次参与的作战行动。作为苏德互不侵犯条约的一部分，在行动中红军占领了波兰东部。
1939年10月2日的战斗序列：
- 第10步兵军（英语：Rifle corps (Soviet)）
  - 第5步兵师（英语：5th Rifle Division (Soviet Union)）
  - 第50步兵师（英语：50th Rifle Division (Soviet Union)）
  - 第115步兵师
- 第3步兵軍（英语：3rd Rifle Corps）
  - 第139步兵师（英语：139th Rifle Division (Soviet Union)）
  - 第150步兵师（英语：150th Rifle Division (Soviet Union)）
- 第3骑兵军（英语：3rd Cavalry Corps (Soviet Union)）
  - 第7骑兵师
  - 第36骑兵师（英语：36th Cavalry Division (Soviet Union)）
- 第15坦克军（英语：15th Tank Corps (Soviet Union)）
- 第25独立摩托化旅

## 东线
巴巴罗萨行动开始后，该軍团下辖三个军，包括步兵第4军（第27、第56和第85步兵师），以及步兵第21军（第17、第24、第37和第50步兵师）和机械化第11军（第29、第33坦克师和第204机械化师）。
第3軍团在格罗德诺、利达和新格鲁多克参与了西部方面军、中央方面军、布良斯克方面军和第一、第二和第三白俄罗斯方面军很多重要作战行动。
在苏德战争中第3軍团参与过斯摩棱斯克战役, 从而使德国军队在经历长达两个月的艰难战斗后才占领该市；莫斯科战役，在元帅格奥尔基·康斯坦丁诺维奇·朱可夫领导的红军冬季反击中将中央集团军压至距离莫斯科70千米处。在苏德战争下半场，第3軍团参与了库尔斯克会战，此次会战中占有数量优势的苏联军队利用良好的反坦克防御击败了德军，因此挫败了堡垒行动并彻底粉碎德军在东部战线获胜的全部希望。第3軍团还参与了布良斯克、戈梅尔-雷奇察和罗加乔夫-朱宾的作战行动。战争的最后阶段，第3軍团参与了解放白俄罗斯和进攻东普鲁士以及德国东部，最终参与攻克柏林。
1945年5月1日时，第3軍团由第35步兵军（第250、第290和第348步兵师）第40步兵军（第5、第129步兵师和第169步兵师），第41步兵军（第120近卫步兵师、第269和第283步兵师），第4炮兵旅、第44枪炮兵旅、第584反坦克炮兵营和其它编制及作战单位组成。

## 二战后
战后集团军总部撤回白俄罗斯苏维埃社会主义共和国，并于1945年8月重组为短暂存在于1944年12月31日至1945年7月9日的白俄罗斯-立陶宛军事区，并于此后被明斯克军区代替。此时集团军由3个步兵军和9个步兵师组成。此后除第120近卫罗加乔夫步兵师外皆被撤销。

## 指挥官
- V·I·库兹涅佐夫（英语：Vasily Kuznetsov (general)）
- 雅科夫·克里泽（英语：Yakov Kreizer）
- P·S·普什尼科夫
- P·I·巴托夫（英语：Pavel Batov）
- F·F·施马申科
- P·P·科尔松
- A·V·戈尔巴托夫（英语：A. V. Gorbatov）